# World Chaos
World Chaos  (рус. рус. — «Мировой хаос») — четвёртый студийный альбом немецкой группы Holy Moses, вышедший в 1990 году.

## Об альбоме
World Chaos был записан и выпущен в мае 1990 года. В 2006 году переиздан с тремя бонус-треками.

## Список композиций
1. «World Chaos» — 2:59
2. «Diabolic Plot» — 3:21
3. «Blood Sucker» — 3:52
4. «Education» — 3:54
5. «Guns N' Moses» — 3:20
6. «Too Drunk to Fuck» (Dead Kennedys cover) — 2:31
7. «Summer Kills» — 3:15
8. «Deutschland (Remember the Past)» — 4:47
9. «Permission to Fire» — 3:00
10. «Jungle of Lies» — 3:40
11. «Dog Eat Dog» — 3:24

Бонус-треки оригинального CD:
1. «(You Gotta) Fight for Your Right (To Party!)» (Beastie Boys Cover)

Бонус-треки 2006 года:
1. «Too Drunk to Fuck»
2. «World Chaos»
3. «Too Drunk to Fuck» Video Bonustrack (при участии Доро Пеш)

## Участники записи
- Сабина Классен — вокал
- Энди Классен — гитара
- Томас Бэкер — бас
- Ули Куш — ударные